# Bazeilles-sur-Othain
Bazeilles-sur-Othain è un comune francese di 104 abitanti situato nel dipartimento della Mosa nella regione del Grand Est.

## Società

### Evoluzione demografica
Abitanti censiti